# صلصة خضراء
الصلصة الخضراء عائلة من الصلصات الباردة وغير المطبوخة على أساس الأعشاب.

## التحضير
ينظف البقدونس والطرخون والسبانخ من كل الأعناق القاسية. توضع الأوراق مع البصل الأخضر في خلاط وتفرم حتى تتحول إلى معجون سميك.
تضاف إليها 3 ملاعق طعام من المايونيز وتخلط معها جيداً. بعد ضلك تضاف بقية المايونيز ويحرك الخليط.